# Скупчення Персея
Скупчення Персея (Albell 426) — скупчення галактик у сузір'ї Персея, є частиною надскупчення Персея—Риб. Це одне з наймасивніших скупчень у ближньому Всесвіті (у межах 500 млн світлових років), воно складається з більш ніж 70 скупчень галактик і тисяч окремих галактик. Його середня радіальна швидкість становить близько 5 400 кілометрів на секунду. Маса скупчення становить понад 2×1015 мас Сонця.

## Галерея

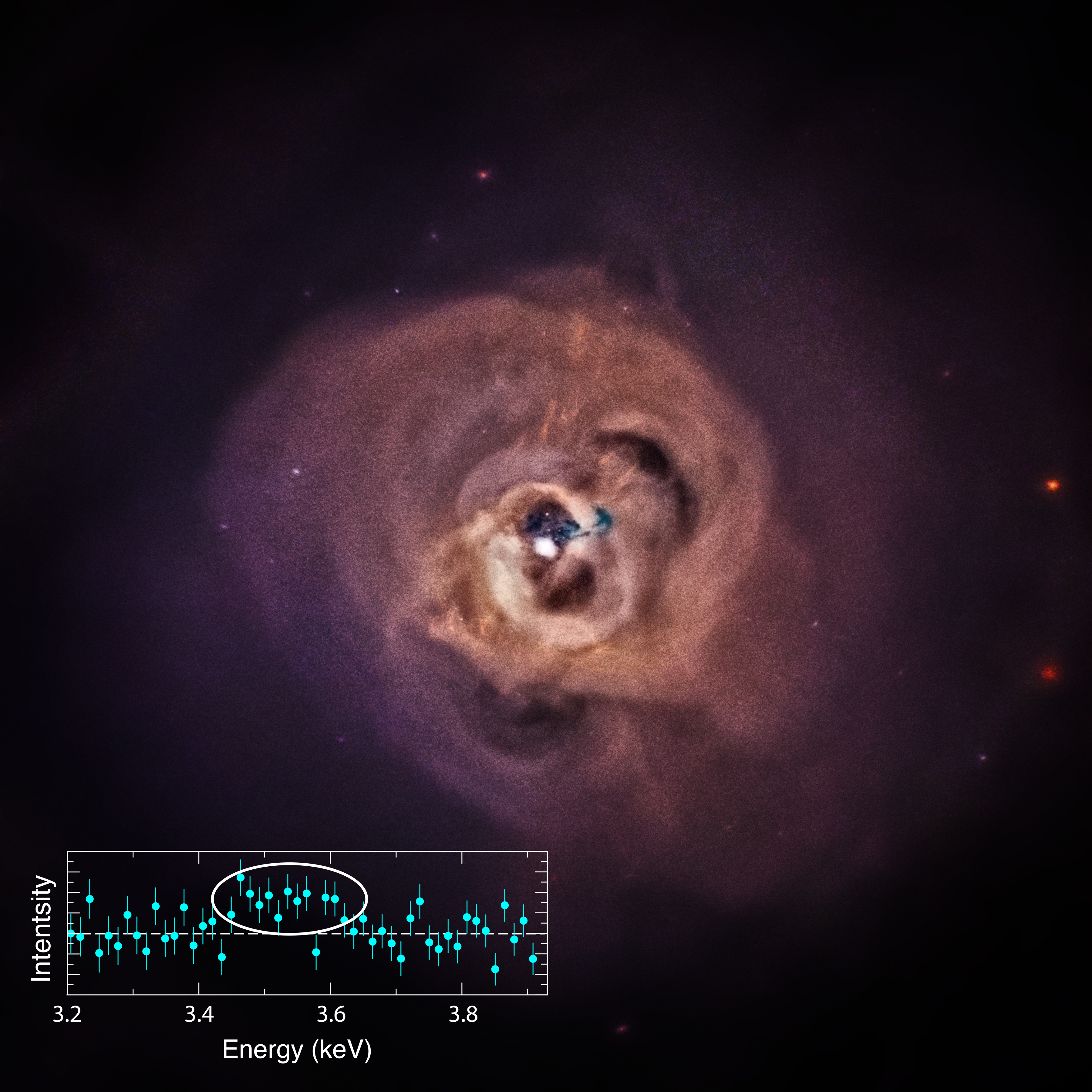
Скупчення Персея (Чандра)
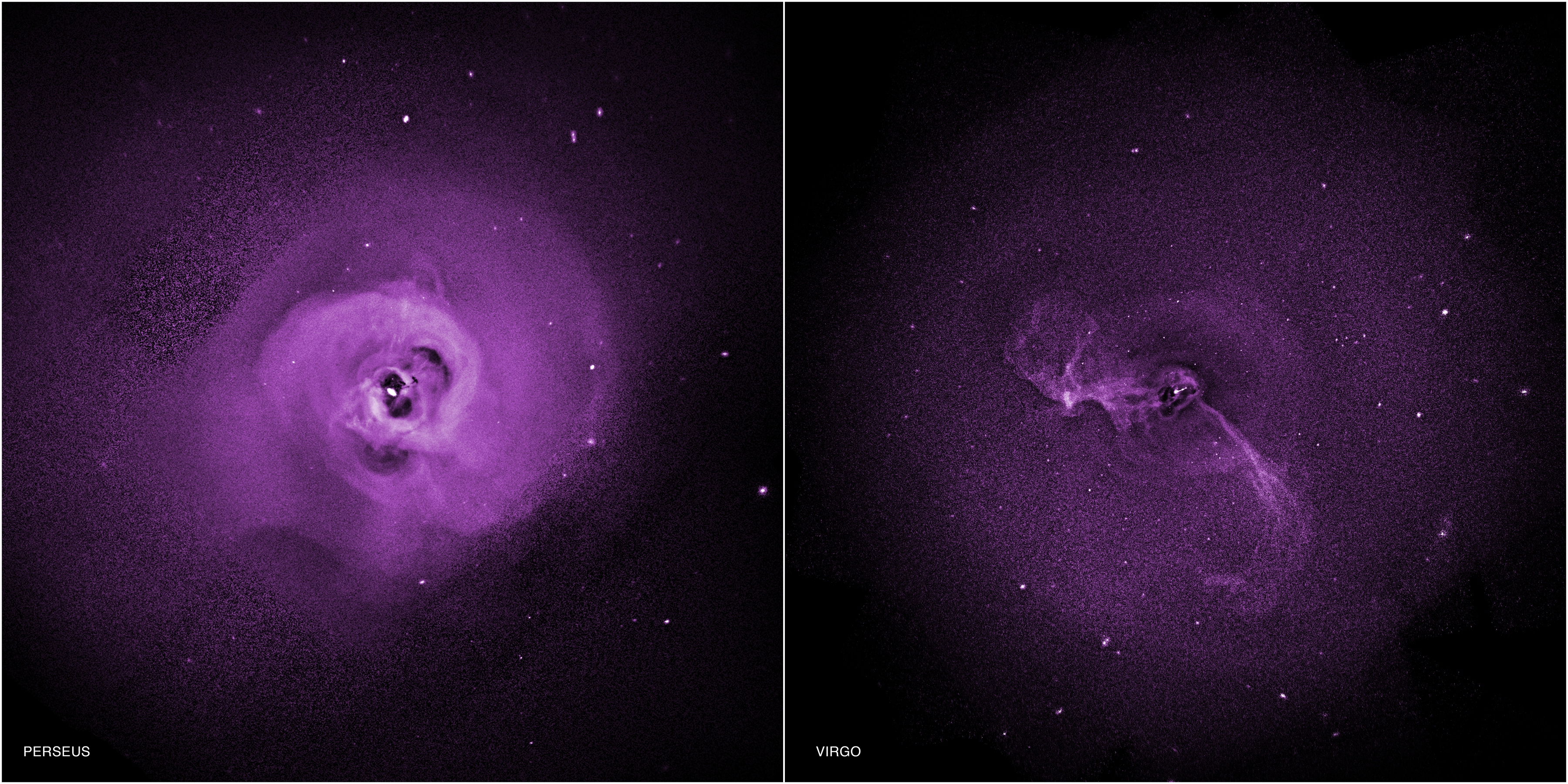
Турбулентність може перешкодити охолодженню скупчень (Чандра)